# 3-й армейский корпус (Франция)
3-й армейский корпус (фр. 3e corps d'armée) — оперативно-тактическое объединение Сухопутных войск Франции периода Холодной войны. Находилось в составе Северной группы армий НАТО. Распущен 30 июня 1998 года.

## Состав

### 1989
- 2-я бронетанковая дивизия (2e Division Blindée), Версаль
  - 2-й полк управления (2e Régiment de Commandement et de Soutien (2e RCS)), Сатори
  - 2-й драгунский полк (2e Régiment de Dragons (2e RD)), авиабаза Лаон-Куврон (53x AMX-30B2)
  - 6-й кирасирский полк (6e Régiment de Cuirassiers (6e RC)), Оливе (53x AMX-30B2)
  - 501-й танковый полк (501e Régiment Chars de Combat (501e RCC)), Рамбуйе (53x AMX-30B2)
  - Чадский маршевый полк (Régiment de Marché de Tchad (RMT)), Монлери (16x AMX-30B2, 51x AMX-10P)
  - 5-й пехотный полк (5e Régiment d’Infanterie (5e RI)), Бейн (16x AMX-30B2, 51x AMX-10P)
  - 39-й пехотный полк (39e Régiment d’Infanterie (39e RI)), Руан (63x VAB)
  - 1-й артиллерийский полк марин (1er Régiment d’Artillerie de Marine (1er RAMa)), Монлери (20x AMX-30 AuF.1)
  - 40-й артиллерийский полк (40e Régiment d’Artillerie (40e RA)), Сюипп (20x AMX-30 AuF.1)
  - 34-й инженерный полк (34e Régiment du Génie (34e RG)), Эперне
  - 2-й разведывательный батальон (2e Escadron d'Éclairage Divisionnaire (2e EED)), Сен-Жермен-ан-Ле
  - 2-я противотанковая батарея (2e Compagnie Antichar (10e CAC)), Руан (12x VAB-HOT)
- 10-я бронетанковая дивизия (10e Division Blindée), Шалон-ан-Шампань
  - 10-й полк управления (10e Régiment de Commandement et de Soutien (10e RCS)), Шалон-ан-Шампань
  - 2-й шассёрский полк (2e Régiment de Chasseurs (2e RCh)), Тьервиль-сюр-Мез (53x AMX-30B2, 11x AMX-10P)
  - 4-й драгунский полк (4e Régiment de Dragons (4e RD)), Мурмелон-ле-Гран (53x AMX-30B2, 11x AMX-10P)
  - 503-й танковый полк (503e Régiment Chars de Combat (503e RCC)), Mourmelon (53x AMX-30B2, 11x AMX-10P)
  - 1-я шассёрская группа (1er Groupe de Chasseurs (1er GC)), Реймс (17x AMX-30B2, 39x AMX-10P)
  - 150-й пехотный полк (150e Régiment d’Infanterie (150e RI)), Верден (17x AMX-30B2, 39x AMX-10P)
  - 151-й пехотный полк (151e Régiment d’Infanterie (151e RI)), Мец (70x VAB)
  - 3-й артиллерийский полк марин (3e Régiment d’Artillerie de Marine (3e RAMa)), Верден (24x AMX-30 AuF1)
  - 8-й артиллерийский полк (8e Régiment d’Artillerie (8e RA)), Коммерси (24x AMX-30 AuF1)
  - 3-й инженерный полк (3e Régiment du Génie (3e RG)), Шарлевиль-Мезьер
  - 10-й разведывательный батальон (10e Escadron d'Éclairage Divisionnaire (10e EED)), Мурмелон-ле-Гран
  - 10-я противотанковая батарея (10e Compagnie Antichar (10e CAC)), Мец (12x VAB-HOT)
- 8-я пехотная дивизия (8e Division d’Infanterie), Амьен
  - 8-й полк управления (8e Régiment de Commandement et de Soutien (8e RCS)), Амьен
  - 7-й шассёрский полк (7e Régiment de Chasseurs (7e RCh)), Аррас (36x AMX-10RC, 24x Milan)
  - 8-й пехотный полк (8e Régiment d’Infanterie (8e RI)), Нуайон (84x VAB)
  - 67-й пехотный полк (67e Régiment d’Infanterie (67e RI)), Суасон (84x VAB)
  - 94-й пехотный полк (94e Régiment d’Infanterie (94e RI)), Сиссон (84x VAB)
  - 41-й артиллерийский полк марин (41e Régiment d’Artillerie de Marine (41e RAMa)), Ла-Фер (24x M50)
  - 23-й инженерный полк (23e Régiment du Génie (Réserve) (23e RG)), Уасель
- Артиллерийское командование (Commandement de l’Artillerie du 3e Corps)
  - 4-й тактический ракетный полк (4e Régiment d’Artillerie (4e RA)), Куврон-э-Оманкур (6 ТРК Pluton)
  - 19-й тактический ракетный полк (учебный) (19e Régiment d’Artillerie (19e RA) (Training)), Драгиньян (6x ТРК Pluton)
  - 2-й гаубичный артиллерийский полк марин (2e Régiment d’Artillerie de Marine (2e RAMa), (Reserve)), Монлери (24x гаубицы M50)
  - 22-й гаубичный артиллерийский полк марин (резервный) (22e Régiment d’Artillerie de Marine (22e RAMa) (Réserve)), Фоламбре (24x гаубицы M50)
  - 54-й зенитный артиллерийский полк (54e Régiment d’Artillerie (54e RA)), Йер (24x ЗРК Roland на шасси AMX-30)
  - 58-й зенитный артиллерийский полк (58e Régiment d’Artillerie (58e RA)), Дуэ (32x ЗРК Roland на шасси AMX-30)
  - 603-й полк РХБЗ (603e Régiment NBC, (603e RNBC) (Entrainement)), Бретвиль-сюр-Одон
  - Батарея управления (Batterie d’artillerie du 3e Corps d’Armée (BACA 3)), Лилль
- Бригада материально-технического обеспечения (Brigade Logistique du 3e Corps)
  - 517-й полк материального обеспечения (517e Régiment du Train, (517e RT)), Вернон
  - 522-й полк материального обеспечения (резервный) (522e Régiment du Train (Réserve), (522e RT)), Оно
  - 3-й ремонтно-восстановительный полк (3e Régiment du Matériel, (3e RMAT)), Бове
  - 4-й ремонтно-восстановительный полк (4e Régiment du Matériel, (4e RMAT)), Фонтенбло
  - 705-я топливная рота (705e Compagnie mixte des Essences, (705e CME)), Эврё
  - 707-я топливная рота (резервная) (707e Compagnie mixte des Essences (Réserve), (707e CME)), Эврё
  - 31-я санитарная рота (31e Compagnie Médicale), Седан
  - 614-я топливозаправочная рота (резервная) (614e Compagnie de Ravitaillement (Réserve)), Шартр
  - 615-я топливозаправочная рота (резервная) (615e Compagnie de Ravitaillement (Réserve)), Шартр
- 2-й гусарский полк (2e Régiment de Hussards (2e RH)), Сурдон (36x AMX-10RC, 12x VAB-HOT)
- 6-й инженерный полк (6e Régiment du Génie (6e RG)), Анже
- 71-й инженерный полк (71e Régiment du Génie (71e RG)), Уасель
- 6-й вертолётный полк (6e Régiment d’Helicoptères de Combat (6e RHC)), Марньи-ле-Компьень (16x Gazelle-HOT, 10x Gazelle-20mm, 8x Puma)
- 51-й полк связи (51e Régiment de Transmission (51e RT)), Компьень
- 58-й полк связи (58e Régiment de Transmission (58e RT)), Лан
- 604-й полк обеспечения дорожного движения (604e Régiment de Circulation Routière (Réserve), (604e RCR)), Тур
- 625-й полк обеспечения дорожного движения (625e Régiment de Circulation Routière, (625e RCR)), Аррас
- 13-я группа лёгких вертолётов (резервная) (13e Groupe d’Hélicoptères Légers (Réserve), (13e GHL)), Лескен
- 43-й полк управления (43e Régiment d’Infanterie et de Commandement de Corps d’armée, (43e RICCA)), Лилль